# Barbital
Barbital (o barbitona), comercialitzat sota les marques Veronal per a l'àcid pur i Medinal per a la sal de sodi, va ser el primer barbitúric disponible comercialment. Es va utilitzar com a ajuda per dormir (hipnòtica) des de 1903 fins a mitjans dels anys cinquanta. Els noms químics del barbital són dietilmalonil urea o àcid dietilbarbitúric; per tant, la sal de sodi (coneguda com a medinal, marca comercial genèrica del Regne Unit) també es coneix com a dietilbarbiturat de sodi.

## Història
El barbital va ser produït per primera vegada el 1882 per Max Conrad i Max Guthzeit sense més identificació. Vint anys després, el 1902, va ser sintetitzada per Emil Fischer i el seu nebot Alfred Dilthey i caracteritzada per Josef von Mering com a ajuda per dormir. Barbital va ser llançat en forma de tauleta el 1903 per Merck com el primer barbitúric amb la marca Veronal. En combinació amb l'amidopirina, va ser anunciada durant molts anys com a Veramon u. a. també com a remei per als dolors menstruals, distribuïts per l'empresa Schering-Kahlbaum AG. Els productes medicinals preparats que contenen barbital ja no estan disponibles comercialment enlloc.

## Síntesi
El Barbital, llavors anomenat "Veronal", va ser sintetitzat per primera vegada el 1902 pels químics alemanys Emil Fischer i Joseph von Mering, que van publicar el seu descobriment el 1903. El Barbital es va preparar condensant èster dietilmalònic amb urea en presència d'etòxid sòdic, o afegint almenys dos equivalents molars de iodur d'etil a la sal argèntica de malonilurea o possiblement a una solució bàsica de l'àcid. El resultat va ser una pols cristal·lina blanca sense olor i lleugerament amarga.

Dos mètodes de síntesi de Barbital

El barbital es pot obtenir sintèticament a partir de malonat de dietil i de la urea. La reacció té lloc a 100 °C sota la influència de l'etanolat de sodi, precipita la sal disòdica de l'àcid 5,5-dietil-barbitúric. Amb el mateix rendiment, el barbital també es pot produir directament a partir del clorur diàcid de l'àcid dietilmalònic i la urea. Ja des del 1904, Fischer va utilitzar el terme "Veronal" per a la substància lliure d'àlcali.

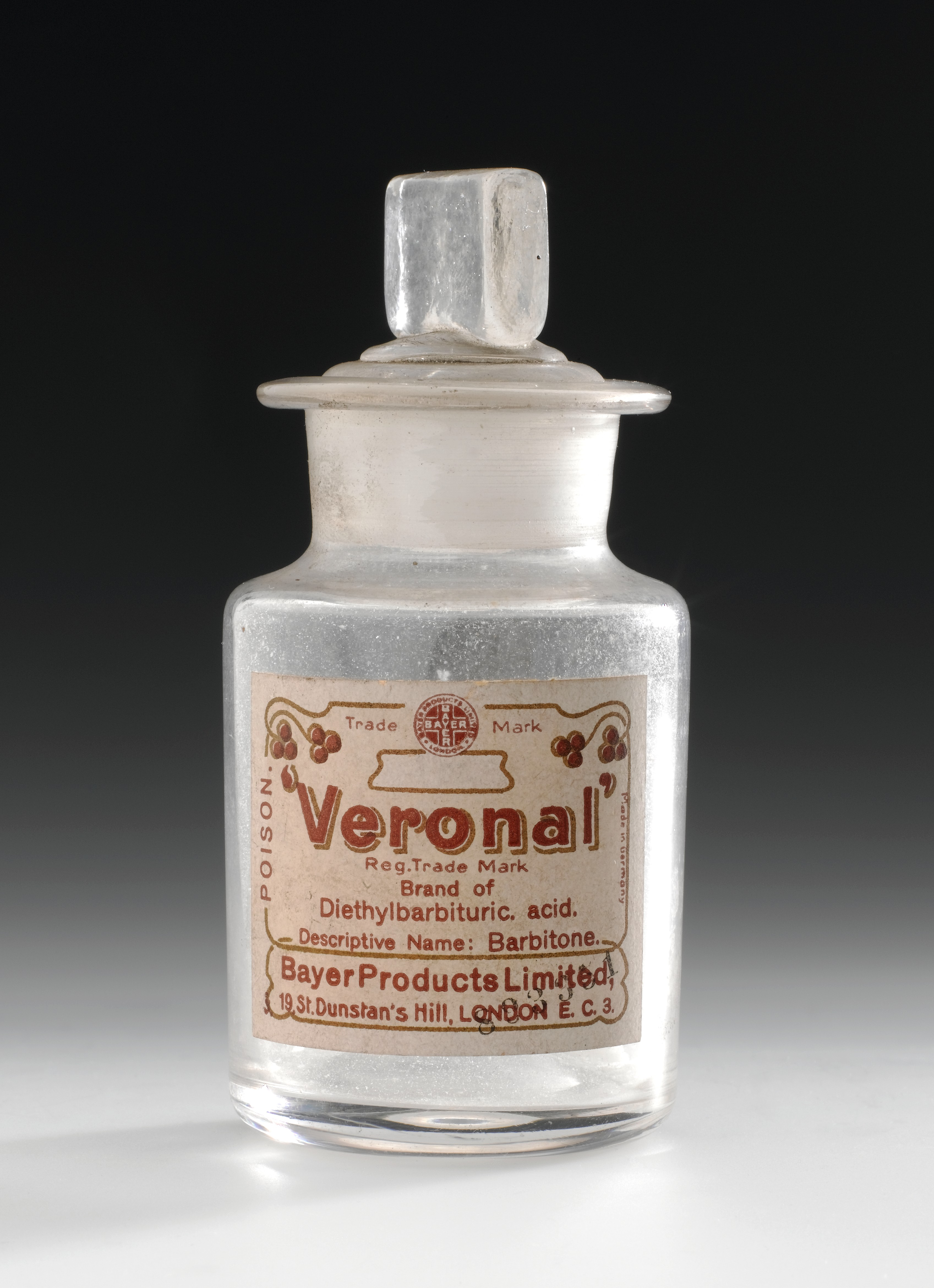
L'ampolla de cristall “Veronal”, batejada amb el nom de la ciutat italiana de Verona, va ser el primer barbiturat disponible comercialment. Fabricada per Bayer.

## En la literatura, cinematografia i música
El Barbital era conegut com a preparació utilitzada per al suïcidi i fou freqüentment citada a la literatura com a mitjà de suïcidi fins als anys seixanta amb la marca Veronal, per exemple a La Senyoreta Else d'Arthur Schnitzler o Grand Hotel de Vicki Baum.
A la novel·la de crims d'Agatha Christie, del 1926, The Murder of Roger Ackroyd, tant la benestant vídua senyora Ferrars com posteriorment el seu pretendent moren amb Veronal, cadascun amb aparença de suïcidi.
A la pel·lícula Die Sünderin (1951), l'actriu principal proporciona eutanàsia activa al seu xicot amb Veronal i després se suïcida de la mateixa manera.
A la pel·lícula Once Really Live (1952), una infermera va respondre a la pregunta de què faria si tingués càncer: "Hi ha prou Veronal en aquesta casa, doctor".
A la pel·lícula francesa Ascenseur pour l'échafaud (1958) Veronique i Louis intenten suïcidar-se amb Veronal.
A l'àlbum Zum Glück in die Zukunft, (2010) del raper Marteria, una cançó està dedicada a la pastilla de dormir Veronal.
La droga també apareix a la lletra de la cançó Lasky Jedne Plarovlasky (àlbum: Original Gasman Band, 1989) de la banda de Múnic F.S.K.